# Victor Martin de Moussy
Pour les articles homonymes, voir Moussy.
Jean Antoine Victor Martin de Moussy (Moussy-le-Vieux, 26 juin 1810 - Bourg-la-Reine, 28 mars 1869) est un explorateur, médecin et géographe français. 

## Biographie
Après des études de médecine à l'école de santé militaire de Strasbourg, il quitte l'armée, alors médecin-major, en 1835 pour se consacrer à la science et en particulier à la géographie.
Membre de la Société de géographie de Paris, Alcide d'Orbigny l'encourage à explorer l'Amérique du Sud. Il obtient alors une mission du gouvernement français et part avec des instructions de la Société de Géographie, de l'Académie des sciences et de l'Académie de médecine pour l'Uruguay (avril 1841). 
Il découvre une Montevideo assiégée par les troupes de Rosas et, tout en gérant les hôpitaux de l'armée, organise une légion française. Il fonde aussi un observatoire météorologique et commence une étude de la climatologie médicale de l'Uruguay. 
En 1855, il est chargé par le général Urquiza qui vient de succéder à Rosas, d'établir une description complète de l'Argentine. Martin de Moussy va ainsi parcourir pendant cinq années les quatorze provinces de l'Argentine, mais aussi le Chili et le Paraguay. 
Parti de Paraná en mars 1855, il se rend dans l'Entre Rios et remonte l'Uruguay jusqu’à San Borja. Il visite ensuite la province de Misiones et, par Itaipu et Santa Rosa, traverse le Paraguay. À Asunción (mars 1856), il soigne les malades de la colonie française puis descend le fleuve Paraguay jusqu'à Corrientes avant de revenir à Buenos Aires par Itati, Bellavista, San Roque, Diamante et Rosario. 
En 1857, il part de Rosario pour l'intérieur et pour le Chili. Traversant les pampas jusqu'au Rio Cuarto, il atteint San Luis et visite à pied les oasis du Cuyo, Mendoza et San Juan avant d'entrer au Chili. 
Au Chili, il séjourne à Santa Rosa puis à Santiago et, à Valparaiso, s'embarque pour Caldera. Il traverse la cordillère pour rejoindre l'Argentine et explore les provinces de Catamarca et de La Rioja. Il visite les mines de Famatina puis Tucumán et Salta et par le col de Abra de Zenta, rejoint le Jujuy et Humahuaca. 
Par la Cuesta del Obispo, il passe au volcan Nevado de Cachi et revient à Salta. Il étudie aussi la sierra del Aconquija et visite Córdoba en passant par Santiago del Estero. Des hauteurs de Yerba Buena, il observe le panorama qui va des Andes à la Pampa. 
Rentré en France en 1859 après dix-huit années passées en Amérique, il s'occupe de la publication de ses travaux scientifiques. Sa Description géographique qui traite aussi bien des sciences naturelles et d'ethnographie que d'histoire et d'économie, sera le livre de référence sur le sujet jusqu'au début du vingtième siècle. Il publiera aussi un Atlas de trente cartes. 
Dans Les Enfants du capitaine Grant, Jules Verne lui rend hommage en faisant de son personnage de Paganel un collègue de Martin de Moussy. 

## Travaux
- Essai historique sur les céréales, considérations sur leur culture, leur conservation, leurs altérations, 1839
- Description géographique et statistique de la Confédération argentine, 3 vols., un atlas, 1860-1863
- Mémoire historique sur la décadence et la ruine des missions des Jésuites dans le bassin de la Plata, leur état actuel', 1864